# CT Maranhão (D-33)
El CT Maranhão (D-33), originalmente bautizado USS Shields (DD-596), fue un destructor clase Fletcher que sirvió en la Armada de los Estados Unidos y en la Marina de Brasil.
El buque fue construido por Puget Sound Navy Yard de Bremerton, Washington. La quilla fue puesta el 10 de agosto de 1943 y el casco fue botado el 31 de octubre del mismo año. El 8 de febrero de 1945, fue comisionado en la Armada de los Estados Unidos. Esta unidad clase Fletcher tenía una eslora de 114,8 m, una manga de 12 m y un calado de 5,5 m, con un desplazamiento mayor a 2000 t. La velocidad máxima del barco superaba los 30 nudos.
El armamento consistía en cinco cañones del calibre 127 mm, distribuidos en cinco torres MK-30 y 10 cañones Bofors 40 mm y cinco tubos lanzatorpedos del calibre 533 mm.
Estados Unidos dio de baja al Shields el 18 de diciembre de 1967 y lo vendió a Brasil el 1 de julio de 1972.